# Phrynium fissifolium
Phrynium fissifolium är en strimbladsväxtart som beskrevs av Henry Nicholas Ridley. Phrynium fissifolium ingår i släktet Phrynium och familjen strimbladsväxter. Inga underarter finns listade.